# Рут Райън Ланган
Рут Райън Ланган (на английски: Ruth Ryan Langan) е изключително плодовита американска писателка на бестселъри в жанра исторически, паранормален и съвременен романс, романтичен трилър и романтичен уестърн. Пише и под псевдонимите Рут Ланган (на английски: Ruth Langan), Р. С. Райън (на английски: R C Ryan) и Ив Ланг (Eve Lang).

## Биография и творчество
Рут Райън Ланган е родена през 1938 г. в Мичиган, САЩ. Нейните предци са с корени в Шотландия и Ирландия.
Завършва гимназията с отличен успех и получава дори стипендия за колеж. В гимназията пише за училищния вестник и е редактор на годишника му. Поради семейни причини не продължава да учи и става секретарка на президента на голяма корпорация. През 1958 г. се омъжва на своя любим от гимназията Томас Ланган. Имат 5 деца.
Рут Ланган винаги е искала да пише. Нейната писателска кариера започва като тайно хоби с отделянето на един час на ден извън отглеждането на децата и грижата за семейството чак след като и най-малкото от тях тръгва на училище. Хобито ѝ е разкрито един ден, когато децата се връщат по-рано от училище и я виждат да пише. За да я подкрепи съпругът ѝ купува за подарък пишеща машина, бюро, стол и шкаф, „защото писателите имат нужда от правилните инструменти“.
Първият ѝ романс „Just Like Yesterday“ е публикуван през 1981 г., след което тя намира агент и се посвещава на писането. Оттогава тя е автор на над 100 произведения, пишейки неуморно през всичките следващи години.
Тя е член на Асоциацията на писателите на романси на Америка и на Писателките от Детройт. През 1988 г. е удостоена с награда за цялостно творчество за историческите си романси, а през 1989 г. с награда за цялостно творчество за приключенските си романси.
Рут Райън Ланган живее във Фармингтън Хилс, Мичиган. Обича туризма и спортните занимания.

## Произведения

### Като Рут Ланган

#### Самостоятелни романи
- Just Like Yesterday (1981)
- Hidden Isle (1983)
- Beloved Gambler (1983)
- No Gentle Love (1984)
- Eden Temptation (1984)
- Nevada Nights (1985)
- This Time Forever (1985)
- Star-crossed (1985)
- Family Secrets (1985)
- September's Dream (1985)
- Mysteries of the Heart (1986)
- Whims of Fate (1986)
- The Proper Miss Porter (1987)
- Mistress of the Seas (1988)
- Christmas Miracle (1992)
- Deception (1993)
- Christmas Miracles (1994)
- The Courtship of Izzy McCree (1998)
- Blackthorne (1998)
- Awakening Alex (2001)
- By Honor Bound (2011)
- Highland Christmas (2012)

#### Серия „Тексас“ (Texas)
1. Texas Heart (1989)
2. Texas Healer (1992)
3. Texas Hero (1993)

#### Серия „Планински“ (Highland)
1. Highland Barbarian (1990)
Замъкът на варварина, изд.: „Арлекин България“, София (1994), прев. Надя Баева
2. Highland Heather (1991)
3. Highland Fire (1991)
4. Highland Heart (1992)
5. The Highlander (1994)
6. Highland Heaven (1995)

#### Серия „Скъпоценности от Тексас“ (Jewels of Texas)
1. Diamond (1996)
2. Pearl (1996)
3. Jade (1997)
4. Ruby (1997)
5. Malachite (1998)

#### Серия „Сага за О`Нийл“ (O'Neil Saga)
1. Rory (1999)
2. Conor (1999)
3. Briana (1999)

#### Серия „Уайлдс от Уайоминг“ (Wildes of Wyoming)
1. Chance (2000)
2. Hazard (2000)
3. Ace (2000)

#### Серия „Сирени от морето“ (Sirens of the Sea)
1. The Sea Witch (2000)
2. The Sea Nymph (2001)
3. The Sea Sprite (2001)

#### Серия „Правосъдието на Ласитър“ (Lassiter Law)
1. By Honour Bound (2001)
2. Return of the Prodigal Son (2002)
3. Banning's Woman (2002)
4. His Father's Son (2002)

#### Серия „Сестрите Съливан“ (Sullivan Sisters)
1. Awakening Alex (2001)
2. Loving Lizbeth (2001)
3. Seducing Celeste (2001)

#### Серия „Лоши земи“ (Badlands)
1. Badlands Law (2002)
2. Badlands Legend (2002)
3. Badlands Heart (2002)

#### Серия „Мистични планини“ (Mystical Highlands)
1. Highland Sword (2003)
2. The Betrayal (2003)
3. The Knight and the Seer (2003)

#### Серия „Дяволският залив“ (Devil's Cove)
1. Cover-Up (2004)
2. Wanted (2004)
3. Vendetta (2004)
4. Retribution (2004)

#### Участие в общи серии с други писатели

##### Серия „Мъже: Произведено в Америка 2“ (Men: Made in America 2)
42. To Love a Dreamer (1985)
от серията има още 49 романа от различни автори

##### Серия „Коледни антологии на Арлекин“ (Harlequin Christmas Anthologies)
- Historical Christmas Stories (1990) – с Патриша Потър и Нора Робъртс
- One Christmas Night (1999) – с Жаклин Навин и Лин Стон

от серията има още 10 романа от различни автори

##### Серия „Американски герои: Срещу всички предизвикателства“ (American Heroes: Against All Odds)
26. Angel (1994)
от серията има още 49 романа от различни автори

##### Серия „Булките от курортния залив“ (Bride's Bay Resort)
7. Dulcie's Gift (1996)
от серията има още 6 романа от различни автори

##### Серия „Съдби от Тексас“ (Fortunes of Texas)
6. Snowbound Cinderella (1999)
от серията има още 23 романа от различни автори

##### Серия „Колтънс“ (Coltons)
1. Brides of Privilege (2001) – сборник с Кейси Майкълс и Каролин Зейн

- Passion's Law (2001)

от серията има още 41 романа от различни автори

#### Сборници
- Outlaw Brides (1996) – с Илейн Кофман и Мери Макбрайд
- Ransomed Brides (1998) – с Патриша Потър
- Holiday Inn (1998) – с Дебра Даер, Линда Джоунс и Линда Мадл
- Wild West Brides (2002) – с Каролин Дейвидсън и Кати Максуел
- Safe Haven for Christmas (2002) – с Паула Маршал и Дебора Симънс
- Cover-up / Shadows of the Past (2004) – с Франсис Хусдън
- Her Passionate Protector / Wanted (2004) – с Лори Брайт
- Vendetta / To The Limit (2004) – с Вирджиния Кили
- Moon Shadows (2004) – с Джил Грегъри, Нора Робъртс и Мариан Уилман
- Retribution / Makeover Mission (2004) – с Мери Букам
- Bump in the Night (2006) – с Мери Блайни, Мери Кей Маккомънс и Дж. Д. Роб
- Highlanders Bundle (2006)
- Dead of Night (2007) – с Мери Блайни, Мери Кей Маккомънс и Дж. Д. Роб
- Men Made in America Mega-bundle part 3 (2007) – с Патриша Кофлин, Катлийн Ийгъл, Къртис Ан Матлок, Паула Детмър Ригс и Келси Робъртс
- Suite 606 (2008) – с Мери Блайни, Мери Кей Маккомънс и Дж. Д. Роб
- The Lost (2009) – с Мери Блайни, Патриша Гафни и Дж. Д. Роб

##### Серия „Имало едно време в“ (Once Upon a) –Джил Грегъри,Нора РобъртсиМариан Уилман
1. „Гнездото на сокола“, Falsin’s Lair в „Замъкът на обречените“, Once Upon A Castle (1998)
2. „The Curse of Castle Clough“ в Once Upon A Star (1999)
3. „The Enchantment“ в Once Upon A Dream (2000)
4. „The Roses of Glenross“ в Once Upon A Rose (2001)
5. „Sealed with a Kiss“ в Once Upon a Kiss (2002)
6. „Dream Lover“ в Once Upon a Midnight (2003)

### Като Рут Райън Ланган

#### Самостоятелни романи
- Destiny's Daughter (1987)
- Passage West (1988)
- The Heart's Secrets (1989)
- Captive of Desire (1990)
- Addy Starr (1992)
- All That Glitters (1994)
- Paradise Falls (2004)
- Ashes of Dreams (2005)
- Duchess of Fifth Avenue (2006)
- Heart's Delight (2007)
- Nevada Nights (2013)
- September's Dream (2013)
- Angel (2014)
- Christmas Miracle (2014)
- Deception (2014)
- Texas Heart (2014)
- Texas Hero (2014)
- Mistress of the Seas (2014)
- Beloved Gambler (2015)
- Cross His Heart (2015)
- Eden of Temptation (2015)
- Family Secrets (2015)
- Hidden Isle (2015)
- Just Like Yesterday (2015)
- Mysteries of the Heart (2015)
- No Gentle Love (2015)
- The Proper Miss Porter (2015)
- Star-Crossed (2015)
- This Time Forever (2015)
- To Love A Dreamer (2015)
- Whims of Fate (2015)
- Texas Healer (2016)

#### Сборници
- The Other Side (2010) – с Мери Блайни, Патриша Гафни, Мери Кей Маккомънс и Дж. Д. Роб
- The Unquiet (2011) – с Мери Блайни, Патриша Гафни, Мери Кей Маккомънс и Дж. Д. Роб
- Tall, Dark, and Cowboy Box Set (2014) – с Линет Остин, Моли Канън, Лора Дрейк, Ерин Кърн и Кейти Лейн

### Като Р. С. Райън

#### Серия „Маккорд“ (McCords)
1. Montana Legacy (2010)
2. Montana Destiny (2010)
3. Montana Glory (2010)

#### Серия „Небето на Уайоминг“ (Wyoming Sky)
1. Quinn (2012)
2. Josh (2012)
3. Jake (2013)

#### Сборници
- Mirror, Mirror (2013) – с Мери Блайни, Илейн Фокс, Мери Кей Маккомънс и Дж. Д. Роб

### Като Ив Ланг

#### Самостоятелни романи
- Cross His Heart (1983)